# خواشچوو
خواشچوو (به لهستانی:  Chwaszczewo) یک روستا در لهستان است که در گمینا شدرا واقع شده‌است.